# 주몽신화
주몽신화(朱蒙神話)는 고구려의 시조인 동명성왕 주몽에 관한 신화이다.

## 개요
강을 다스리는 신 하백의 세 딸 유화(柳花), 훤화(萱花), 위화(葦花)가 더위를 피하여 청하의 웅심연(熊心淵)에서 놀고 있었다. 이때 천제의 아들 해모수가 오룡거(五龍車)를 타고 내려오다가 연못 안에 세 처녀 아름다운 모습에 반하였다. 훤화와 위화는 돌아갔으나 유화는 해모수와 만나게 되었다.
하백이 이러한 소식을 듣고 크게 노해 하백은 천제의 아들이라는 해모수와 술법을 겨루어 그의 능력을 시험해 본 뒤, 해모수와 유화의 결혼을 인정하여 유화를 하늘나라로 보내주었으나, 여전히 해모수에 대한 의심을 거두지 않아 하백은 꾀를 써서 해모수를 다시 시험해보기로 했다. 가죽부대에 들어 있던 해모수를 주머니에 묶어 가둔 뒤에 올려보내었으나, 물 밖으로 나오기도 전에 술에 깨버린 해모수가 크게 노하여 홀로 승천했다.
이에 하백은 유화에게 크게 노하여 귀양을 보냈다. 이후 동부여의 왕 금와왕이 우연히 우발수(優渤水)로 나들이를 갔다가 유화를 만나고, 그 처지를 불쌍히 여긴 금와왕은 유화를 궁궐로 데려왔다. 그런데 그녀를 향하여 햇빛이 계속해서 비치는 기이한 일이 계속되더니, 마침내 그녀는 잉태하였다. 하지만 유화가 5되나 되는 커다란 알을 낳자, 이 소식을 들은 금와왕은 이를 불길한 징조로 여기어 유화로부터 알을 빼앗아 돼지우리에 던져 버렸다. 그러나 돼지들은 이 알을 먹지 않았을 뿐더러 도리어 소중히 하였다. 그 뒤 금와는 소와 말이 짓밟도록 알을 길가에 버리기도 하였는데, 소와 말들이 알을 피해가자, 이번에는 새들이 쪼아 먹도록 들판에 놓아 두었다. 하지만 새들은 오히려 알을 품어 주었다. 때문에 금와는 도끼로 알을 내리쳐보기도 했지만 알은 온전하였다. 금와왕은 하는 수 없이 유화에게 알을 돌려주었다.
유화는 그 알을 따뜻하게 덮어주었는데, 얼마 지나지 않아 사내아이 하나가 알을 깨고 나왔다. 그 아이는 날 때부터 보통 아이들과는 달라 일곱 살이 되었을 때 스스로 활과 화살을 만들어 쏘았는데 백발백중이었다. 이에 이 아이의 이름을 부여 말로 ‘활을 잘 쏘는 사람’이라는 뜻인 “주몽”이라고 지었다. 주몽은 대소 왕자 등 금와왕의 7명의 아들보다 능력이 출중하여 그들의 시기를 받았고, 호시탐탐 그를 죽이려 하였다.
대소가 주몽을 죽이려고 한다는 사실을 눈치챈 유화는 주몽에게 동부여를 떠나라고 충고하였다. 어머니의 충고에 따라 주몽은 오이(烏伊), 마리(摩離), 협보(陜父) 등 세 친구와 함께 동부여를 떠나 추격자들을 피해 남쪽으로 내려가 엄리대수(淹利大水)에 이르렀다. 자신들의 앞길을 가로막는 엄리대수를 향해 주몽은 “나는 천제의 손자이며, 강의 신의 외손자이다. 지금 나를 쫓는 자가 뒤를 따르니 그 위험이 급한 데 강을 건널 수 없으니 도와 달라.”라고 하니, 이에 감응한 자라와 물고기가 물 위로 떠올라 띠를 이어 다리를 만들어 주었다. 주몽이 무사히 강을 건너자 물고기와 자라는 다시 돌아가 버렸고, 추격자들은 강을 건너지 못해 더 이상 쫓아오지 못했다.